# Шнырев, Даниил Семёнович
Даниил Семёнович Шнырев (1859, Фатеевка, Курская губерния — после 1931) — эсер, делегат Всероссийского Учредительного собрания.

## Биография
Даниил Шнырев родился в 1859 году в деревне Фатеевка (сегодня — в Дмитриевском районе) Курской губернии в семье крестьянина Семёна Шнырева. Образования не получил — остался неграмотным. Работал хлеборобом, участвовал в крестьянских кооперативах.
В 1907 году, на завершающем этапе Первой русской революции, Даниил Семёнович оказался под надзором «охранки» и был арестован. Точная дата вступления в Партию социалистов-революционеров неизвестна.
В 1917 году Даниил Шнырев был избран в члены Учредительного собрания по Алтайскому избирательному округу от эсеров и Совета крестьянских депутатов (список № 2), а 5 января 1918 года он стал участников знаменитого заседания-разгона Собрания. Вступил к конфликт с большевистскими властями, став в 1918 году членом КОМУЧа. Деятельность в период Гражданской войны не известна.
В советское время Даниил Семёнович был крестьянином, но, несмотря на это, был арестован 26 мая 1930 года в Восточно-Казахстанской области (село Красный Яр). В 1931 году он (вместе с тремя сыновьями) был осужден на 5 лет исправительно-трудовых лагерей (ИТЛ) по статье 58-2 УК РСФСР. Реабилитирован в 1990 году.

## Семья
Сыновья: Михаил (1885), Иван (1887), Александр (1895). Степан (1904)